# Gephyrocharax venezuelae
Gephyrocharax venezuelae és una espècie de peix de la família dels caràcids i de l'ordre dels caraciformes.

## Morfologia
- Els mascles poden assolir 4,1 cm de llargària total.[4]

## Hàbitat
Viu en zones de clima tropical entre 20 °C - 24 °C de temperatura.

## Distribució geogràfica
Es troba a Sud-amèrica: afluents de la conca del llac Maracaibo (Veneçuela).